# Archeologia
Archeologia (z gr. ἀρχαῖος archaīos – dawny, stary i -λογία -logiā – mowa, nauka) – nauka, której celem jest odtwarzanie społeczno-kulturowej przeszłości człowieka na podstawie znajdujących się w ziemi, na ziemi lub w wodzie źródeł archeologicznych, czyli materialnych pozostałości działań ludzkich.

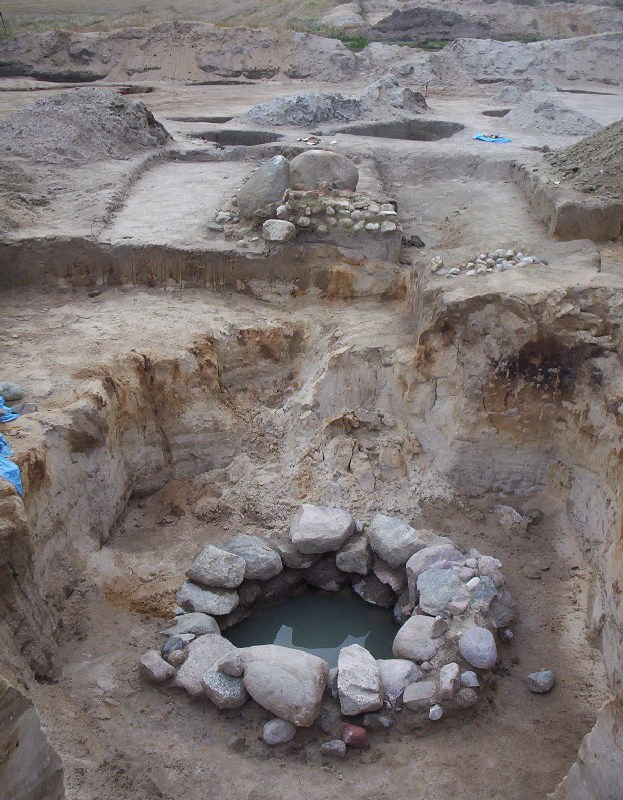
Ratownicze wykopaliska archeologiczne na trasie budowy autostrady A2

## Źródła archeologiczne

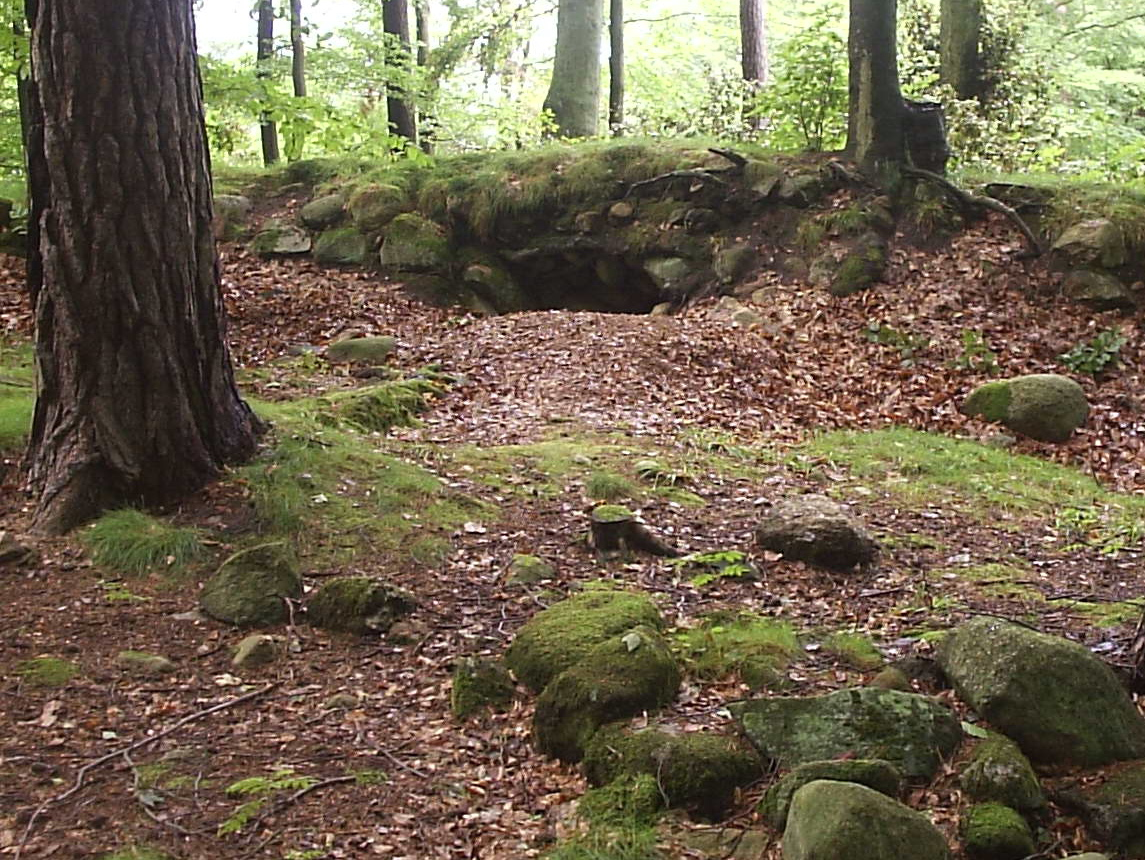
Kurhan starożytny w Szklanej Hucie na Pomorzu

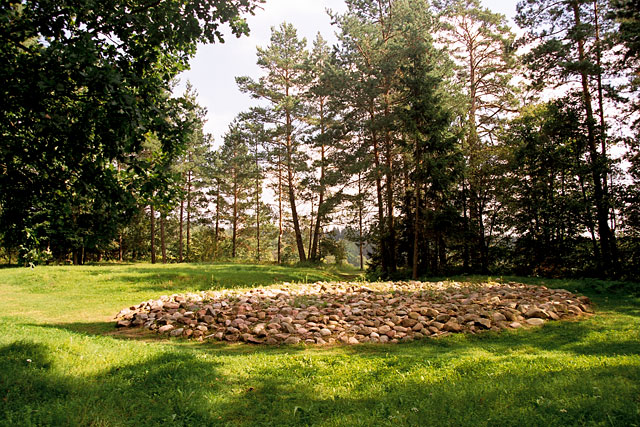
Starożytny kurhan w Szwajcarii (Suwałki)

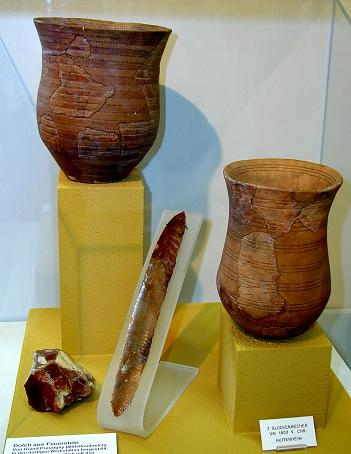
Naczynia gliniane i narzędzia krzemienne typowe dla kultury pucharów dzwonowatych z okresu neolitu

Źródła archeologiczne obejmują wytwory ręki ludzkiej (artefakty), ślady wpływu człowieka na środowisko naturalne (ekofakty), jak też i szczątki samych ludzi.
Źródła archeologiczne można podzielić na:
- nieruchome (obiekty); do kategorii archeologicznych źródeł nieruchomych należą np. pozostałości budowli, groby, starożytne drogi czy ślady orki.
- ruchome (przedmioty); do tej kategorii należą np. narzędzia krzemienne czy fragmenty naczyń glinianych. Ruchome źródła archeologiczne występować mogą w powiązaniu ze źródłami nieruchomymi (obiektami), tworząc z nimi zespół, bądź też występować osobno w postaci tzw. znalezisk luźnych.

Efektywne źródła archeologiczne, czyli te, które rzeczywiście wykorzystywane są przez naukę przy tworzeniu rekonstrukcji przeszłości, są wynikiem całego łańcucha następujących po sobie przekształceń:
- tworzenia się materialnych śladów (korelatów) działań ludzkich w przeszłości (np. wytwarzania narzędzi, wznoszenia budowli czy karczowania lasu),
- procesów depozycji (np. wyrzucania śmieci czy chowania zmarłych),
- procesów podepozycyjnych (np. rozkładu substancji organicznej w ziemi) oraz
- procesu odkrywczego i dokumentacyjnego (działalności archeologów).

Te kolejne przekształcenia powodują nieodwracalną utratę znacznej części informacji o przeszłości, co utrudnia jej rekonstrukcję.
Ponadto proces odkrywczy w archeologii obejmuje zazwyczaj metody niszczące, a mianowicie wykopaliska archeologiczne, w czasie których świadectwo przeszłości jest niszczone i przekształcane w dokumentację.
Rozwój archeologii zmierza w związku z tym do wypracowania nieniszczących metod badawczych (archeologia niedestrukcyjna, obejmująca m.in. zastosowanie metod geofizycznych, geochemicznych i analizę zdjęć lotniczych i satelitarnych), jak również do objęcia ochroną autentycznej substancji zabytkowej stanowisk archeologicznych zachowanych w ziemi (potencjalnych źródeł archeologicznych).

## Miejsce archeologii w systemie nauk i jej subdyscypliny
Ze względu na cel tej dyscypliny archeologia w tradycji środkowoeuropejskiej (w krajach niemieckojęzycznych i słowiańskich) ściśle łączy się z historią. Natomiast w krajach anglosaskich, zwłaszcza w Stanach Zjednoczonych, archeologię uważa się za wiążącą się ściśle z antropologią i etnologią, ponieważ w Nowym Świecie istnieje ciągłość między żywymi społeczeństwami plemiennymi badanymi przez antropologię kulturową a społeczeństwami badanymi przez archeologów. We Francji, gdzie powstanie naukowej archeologii wiązało się przede wszystkim z geologią, archeologię uważa się często także za związaną z naukami o Ziemi.
Chociaż archeologia pierwotnie zajmowała się jedynie najdawniejszymi dziejami człowieka (termin ten pochodzi od greckich słów archaios – starożytny i logos – słowo), obecnie wspomaga również rekonstrukcję czasów historycznych, w tym także i najnowszych.
W związku z tym można wyróżnić:
- archeologię prahistoryczną (pradziejową, prahistoria, archeologia pradziejowa)
- archeologię protohistoryczną (protohistoria)
- archeologię historyczną

Rola źródeł archeologicznych i archeologii jest odmienna dla czasów nieoświetlonych źródłami pisanymi (wówczas archeologia jest jedyną nauką dostarczającą wiedzy na temat przeszłości społeczeństw ludzkich) i dla czasów historycznych, dla których istnieją źródła pisane (wówczas archeologia pozwala zweryfikować obraz uzyskany dzięki analizie źródeł pisanych i go uszczegółowić).
Nauką różniącą się co do celów, ale podobną ze względu na stosowane środki jest paleoantropologia, zajmująca się poszukiwaniem szczątków ludzkich. Nauką zajmującą się poszukiwaniem i badaniem szczątków zwierząt kopalnych jest paleontologia.
Powstanie archeologii było związane z pozyskiwaniem zabytków do kolekcji starożytności, dopiero w XIX w. archeologia uzyskała status nauki.

## Metody badawcze archeologii

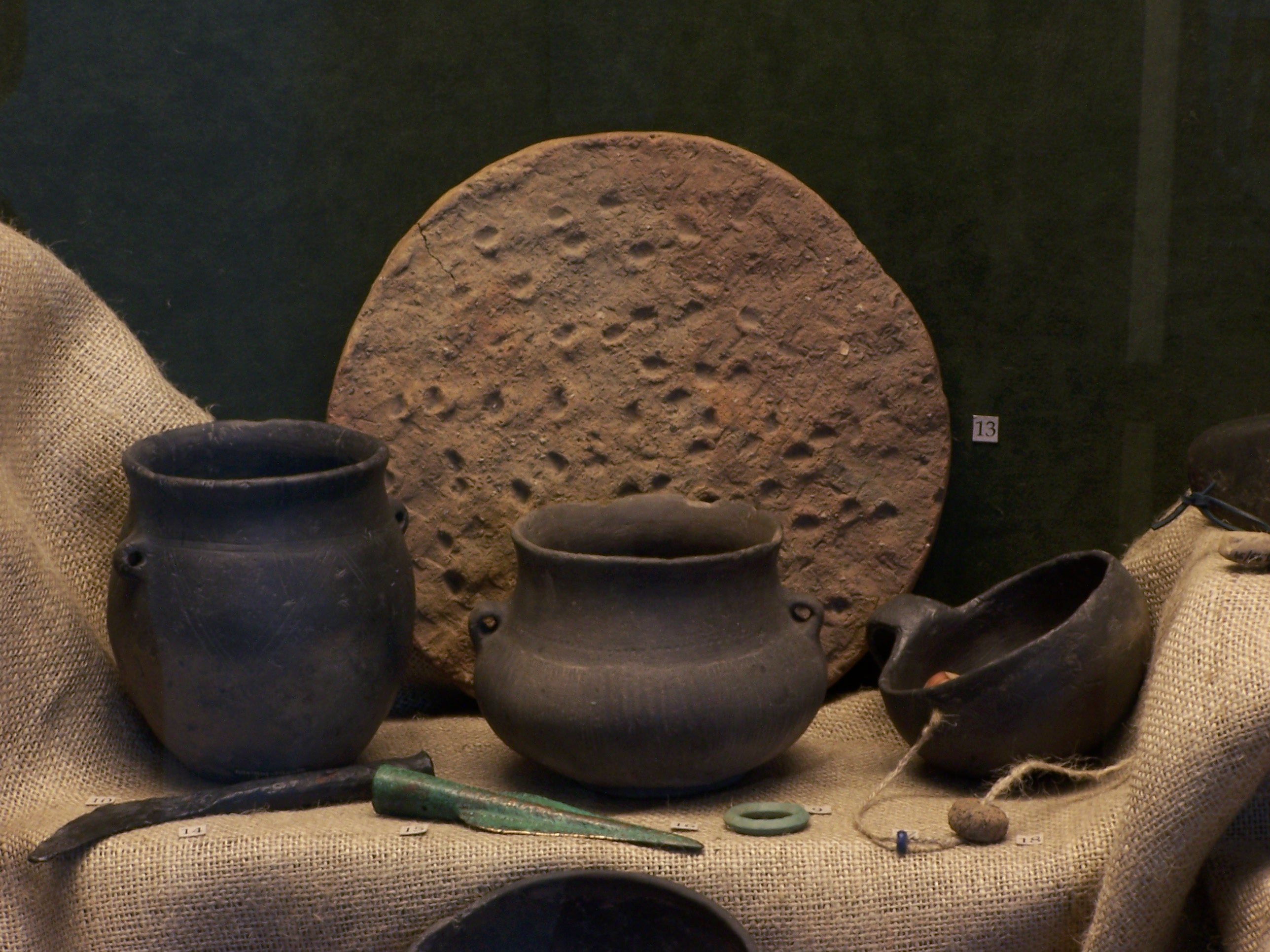
Zabytki kultury łużyckiej w muzeum w Bielsku-Białej

Metody badań archeologicznych można podzielić na:
- metody poszukiwania i pozyskiwania źródeł archeologicznych
- metody analizowania źródeł i wydobywania z nich informacji

Na etapie poszukiwania źródeł archeologia posługuje się np. analizą dawnych map, analizą historycznej sieci osadniczej, analizą środowiska naturalnego, poszukiwaniem artefaktów na powierzchni ziemi (np. wyoranych fragmentów ceramiki zabytkowej), obserwacją powierzchni z aparatów latających (archeologia lotnicza), analizą zawartości fosforu w glebie (badania geochemiczne), jak również rozmaitymi metodami geofizycznymi (metodami elektromagnetyczną, elektrooporową czy magnetyczną). Odnalezione miejsca występowania źródeł archeologicznych mogą być badane wykopaliskowo (wykopaliska archeologiczne) lub objęte ochroną rezerwatową.

### Metody datowania w archeologii
Ustalanie chronologii źródeł archeologicznych obejmuje:
- ustalanie chronologii względnej
- ustalanie chronologii absolutnej (kalendarzowej).

Metodami ustalania chronologii względnej są:
- analiza stratygrafii stanowiska archeologicznego
- seriacja chronologiczna

Metodami ustalania chronologii absolutnej są np.:
- analiza analogii z obszarów o ustalonym datowaniu
- analiza importów z obszarów o ustalonym datowaniu (np. z obszaru Cesarstwa Rzymskiego)
- metody izotopowe (np. metoda radiowęglowa i metoda potasowo-argonowa)
- metody termoluminescencyjna (TL) i optoluminescencyjna (OSL)
- tefrochronologia (ustalanie datowania na podstawie identyfikacji warstw popiołów wulkanicznych pochodzących z wybuchów wulkanów o znanej chronologii)
- dendrochronologia (analiza sekwencji słojów w elementach drewnianych pochodzących z wykopalisk i porównywanie ich ze skalami dendrochonologicznymi)

### Archeologia i nauki biologiczne
Archeologia korzysta również z możliwości poznawania przeszłości, jakie wynikają ze współpracy z naukami biologicznymi.
Paleobotanika, dzięki identyfikacji i analizie szczątków roślinnych (pyłków i/lub szczątków owoców i nasion) pozwala m.in. na:
- odtworzenie dziejów zasiedlenia danego miejsca (na podstawie analizy zmian w diagramie pyłkowym – palinologia)
- ustalenie właściwości środowiska naturalnego w danym okresie (na podstawie znajomości warunków, w których rosną gatunki zidentyfikowane dzięki obecności pyłku lub makroszczątków roślinnych w depozytach archeologicznych);
- odtworzenie charakteru gospodarki i rodzaju spożywanych pokarmów roślinnych (rodzaje uprawianych i zbieranych roślin);
- ustalenie preferencji kulturowych do korzystania z pewnych gatunków roślinnych (jeśli pewne gatunki są nadreprezentowane w spektrach pyłkowych).

Archeozoologia dzięki identyfikacji i analizie szczątków zwierzęcych pozwala m.in. na:
- ustalenie jakie zwierzęta były eksploatowane konsumpcyjnie, jakie były hodowane, na jakie polowano – a więc również na odtworzenie warunków środowiska i ustalenie preferencji kulturowych;
- ustalenie wielkości stada i ilości spożywanego mięsa;
- rekonstrukcję cech morfologicznych zwierząt w przeszłości (dane dotyczące ewolucji zwierząt)

Paleoentomologia, dzięki identyfikacji i analizie szczątków owadów pozwala na:
- ustalenie warunków klimatycznych (temperatury powietrza, wilgotności), roślinności, pokrywy glebowej i świata zwierzęcego (pasożyty) oraz intensywności działań ludzkich.

Paleolimnologia, dzięki identyfikacji i analizie szczątków organizmów żyjących w wodach śródlądowych (głównie okrzemek i wioślarek), pozwala na:
- odtworzenie przemian klimatycznych i procesów antropogenicznego zmieniania krajobrazu, ponieważ poszczególne warunki mają określone wymagania środowiskowe.

Antropologia fizyczna, dzięki identyfikacji i analizie szczątków kostnych człowieka, pozwala na:
- ustalenie cech anatomicznych człowieka przeszłości (dane dotyczące ewolucji człowieka);
- ustalanie zmienności człowieka w czasie i przestrzeni
- ustalenie stanu i struktury biologicznej populacji pradziejowych,
- ustalenie przyczyn śmierci i nękających chorób,
- ustalanie pokrewieństwa na podstawie grup krwi i badania DNA
- reakcji morfologicznych człowieka na warunki życia w pradziejach

## Historia archeologii
W najszerszym tego pojęcia znaczeniu historia archeologii zawiera następujące zagadnienia:
1. Historia odkryć archeologicznych
2. Opis rozwoju technik stosowanych podczas wykopalisk
3. Historia prospekcji
4. Ewolucja metod datowania
5. Rozwój analizy zabytków
6. Ewolucja myśli teoretycznej[1]

### Starożytność
Prawdopodobnie zainteresowanie epokami minionymi istniało już w starożytności. Nigdy jednak nie stało się nauką, która zajmowałaby się rekonstrukcją przeszłości na podstawie dostępnych źródeł materialnych. Nieliczne świadectwa pisane z okresu XVIII dynastii znalezione na opuszczonych budowlach egipskich, babilońska kolekcja Nabonida, czy wzmianki w dziełach greckich pisarzy Tukidydesa i Pauzaniasza świadczą o sporadycznym zainteresowaniu zabytkami, a nie o systematycznym, celowym poszukiwaniu wiedzy. Rzymianie zainteresowani byli kulturą grecką. Sporą kolekcję zabytków materialnych zgromadzili Cyceron i cesarz August. Zainteresowanie jednak miało i negatywne skutki: podbite miasta były rabowane, a dzieła sztuki masowo wywożone do Rzymu, jak na przykład stało się to po zniszczeniu Koryntu w 146 roku p.n.e. czy Aten w 80 roku p.n.e.

### Średniowiecze
Średniowiecze wywarło swój wpływ na późniejsze interpretacje znalezisk archeologicznych. W tej epoce wykształcił się pogląd, że pewna wiedza o minionych epokach pochodzi tylko z Biblii oraz zachowanych źródeł pisanych greckich i rzymskich. Nastąpił spadek zainteresowania przeszłością i jej dorobkiem kulturowym. Jedne obiekty, wzniesione przez starożytnych, wykorzystywano do pozyskania budulca wtórnego, inne (megality, kurhany itd.) plądrowano w poszukiwaniu skarbów. Jeśli natrafiano na skamieniałości w kształcie roślin lub zwierząt, uważano, że powstały wskutek działania natury (dla przykładu, Jan Długosz wspominał o samoistnie rodzących się z ziemi garnkach).

### Renesans
Poszukiwanie wiedzy w źródłach greckich i rzymskich w dobie renesansu przyczyniło się do stopniowego zwiększenia zainteresowania dziełami sztuki i architektury, na które w tym okresie patrzono przez pryzmat estetyczny. Cyriak z Ankony w pierwszej połowie XV wieku zebrał liczne materiały (notatki, szkice budowli starożytnych, kopie starożytnych inskrypcji) podczas swoich podróży po Italii, Grecji i Bliskim Wschodzie. Prace budowlane w Rzymie przyczyniły się do odkryć takich zabytków, jak Grupa Laokoona, Wenus Medycejska i Apollo Belwederski. W Tarquinii, po otwarciu grobowców etruskich, znaleziono zabytki etruskie i wazy greckie. Znaleziska z okresu klasycznego trafiały do kolekcji wielkich rodów włoskich. W drugiej połowie XVI wieku zainteresowanie przeszłością poszerzyło się o zabytki dziedzictwa narodowego. Dla przykładu, William Camden badał zabytki rzymskie i wczesnośredniowieczne, które odkryto w Anglii. Założone przez niego w Londynie stowarzyszenie Society of Antiquaries miało na celu studia nad lokalnymi starożytnościami.
Wykopaliska archeologiczne nie były jeszcze prowadzone na masową skalę. Do interpretacji dziejów korzystano ze źródeł pisanych. Badania nad zabytkami sprowadzały się do odwiedzenia miejsca, opisania, naszkicowania i zmierzenia zabytku, a także do zebrania i spisania legend związanych z danym miejscem.

### Oświecenie

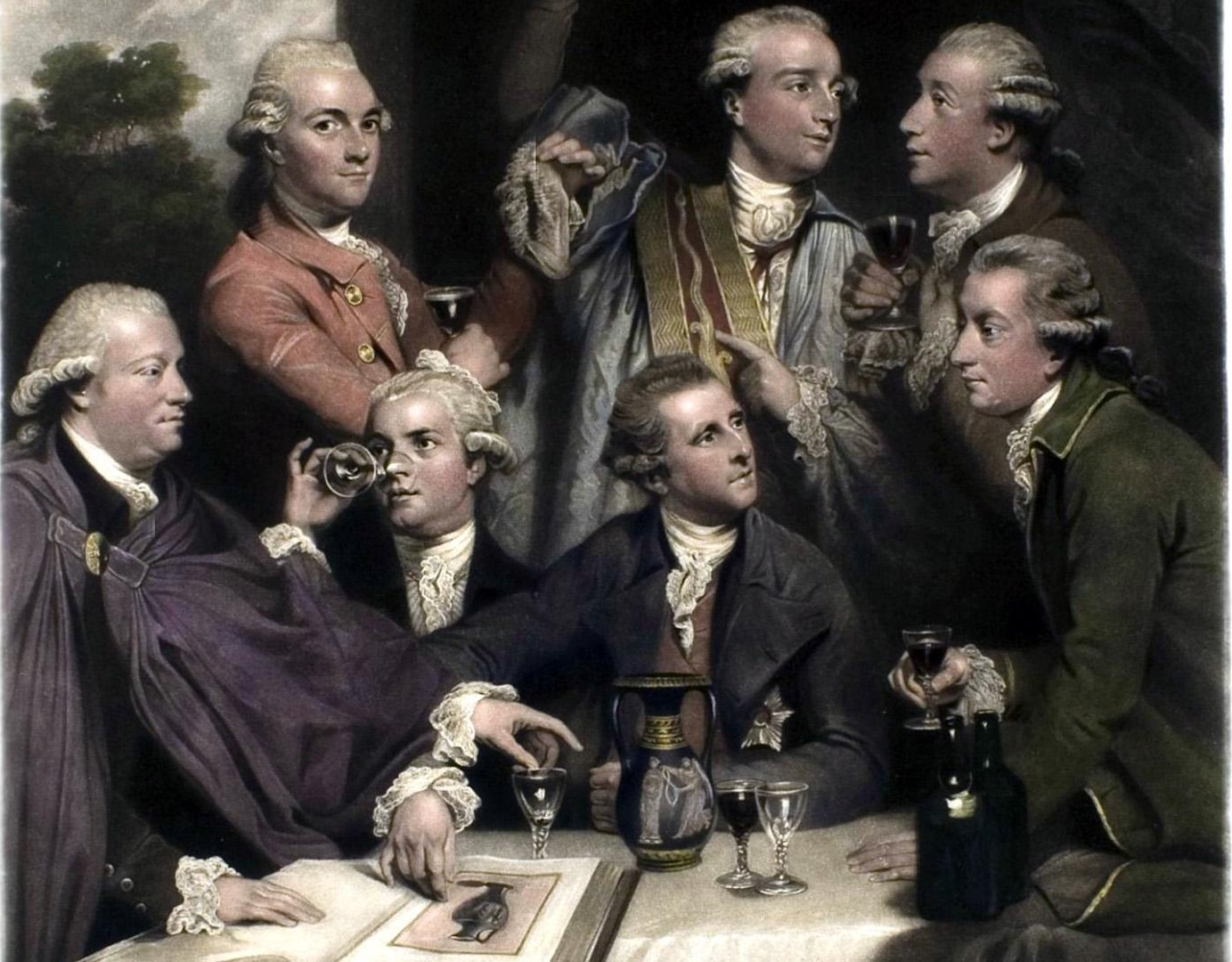
Portret zbiorowy członków Society of Dilettanti (mal. Joshua Reynolds, 1770)

Pod wpływem myślicieli epoki oświecenia na dzieje kultury ludzkiej zaczęto patrzeć przez pryzmat ewolucji oraz postępu technicznego i społecznego, skierowanego na ulepszenie warunków życiowych. Uważano, że społeczeństwa dążą do rozwoju, a na ich poziom kulturowy wpływa środowisko naturalne, w którym ewoluują. Te prądy filozoficzne wywarły wpływ na ruch antykwarystów (np. Royal Society), który zaczął poszukiwać odpowiedzi na pytania o sposoby budowania i wykorzystywania narzędzi, a także o czas powstania zabytków, na temat których nie zachowały się żadne świadectwa pisane. W 1733 roku założono w Londynie stowarzyszenie Society of Dilettanti, które podjęło się badań nad kulturami starożytności basenu śródziemnomorskiego. Jednocześnie wykształcona warstwa społeczeństwa, która była zainteresowana zabytkami starożytności, zaczęła domagać się udostępnienia zasobów kolekcji prywatnych, co doprowadziło do sponsorowania przez możnych wpierw uczelnianych, a później również publicznych bibliotek i muzeów. Tak, w 1643 roku, otwarto w Paryżu pierwszą publiczną bibliotekę fundacji Julesa Mazarina, w 1734 roku – Muzea Kapitolińskie w Rzymie, w 1743 roku władze toskańskie udostępniły publicznie kolekcję Medici, a w 1753 roku utworzono Muzeum Brytyjskie.

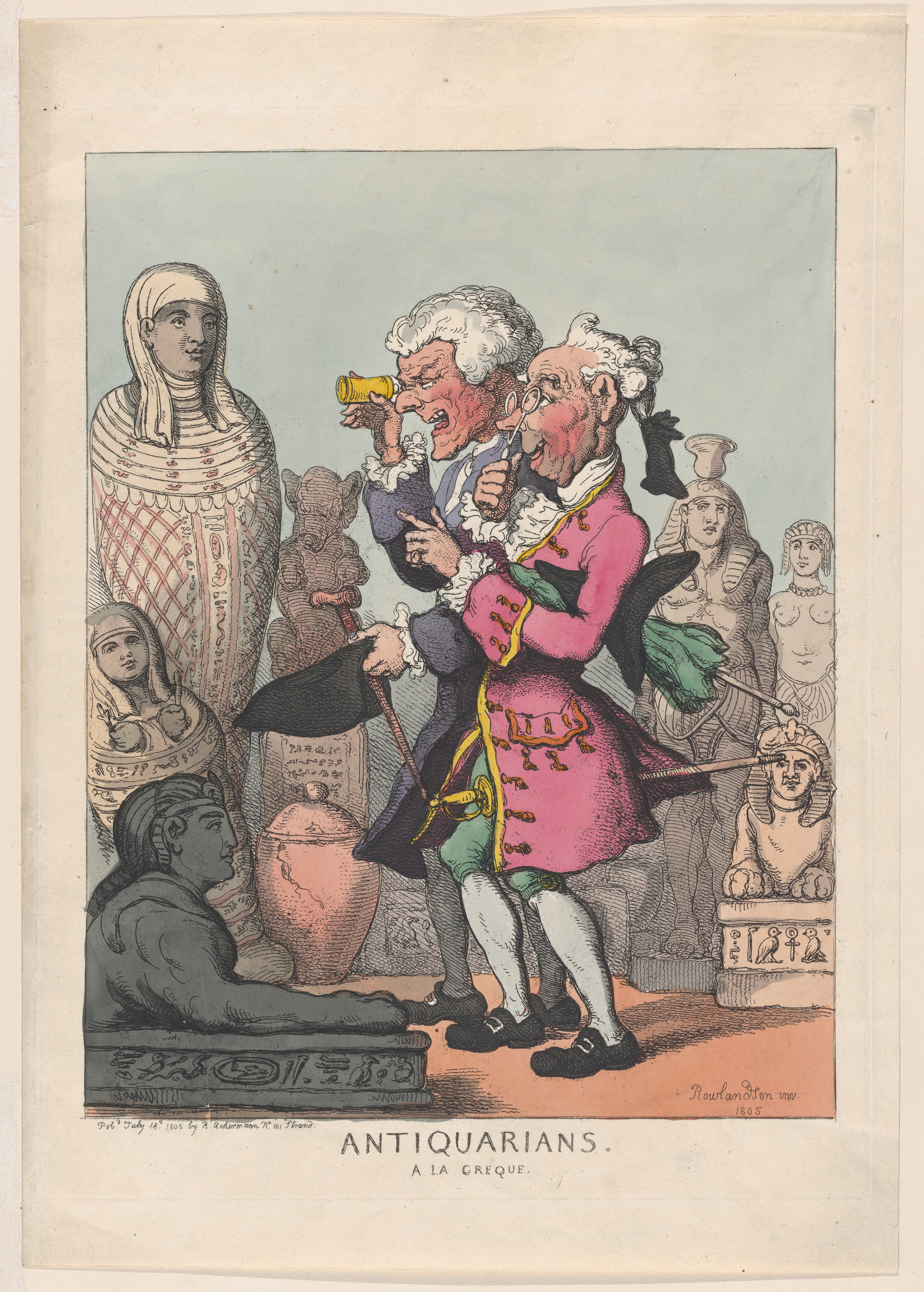
Antykwaryści (satyryczna rycina Thomasa Rowlandsona, 1805)

Od drugiej połowy XVIII wieku zaczęto organizować prace wykopaliskowe, które miały na celu zaspokojenie zapotrzebowania na uzupełnienie kolekcji lub na kolejne cenne przedmioty do sprzedania. W 1710 roku Emanuele Maurizio d'Elbeuf prowadził prace w Herkulanum, od 1748 roku Roque Joaquín de Alcubierre – w Pompejach. Nie były to wykopaliska archeologiczne we współczesnym tego słowa znaczeniu, ponieważ nie sporządzano żadnego planu i dokumentacji na temat postępu prac. W Wielkiej Brytanii w pogoni za artefaktami Bryan Faussett rozkopał ponad 750 grobowców.
W 1764 roku Johann Joachim Winckelmann opublikował swoją Geschichte der Kunst des Alterthums, w której opisał ewolucję sztuki klasycznej na podstawie analizy zgromadzonych w Watykanie rzeźb antycznych i zachowanych tekstów starożytnych pisarzy. Dzieło Winckelmanna stało się podstawowym źródłem do dalszych badań nad sztuką grecką dla środowiska naukowego na następne półtora stulecia. Jednym z prekursorów naukowego podejścia do badań archeologicznych był Thomas Jefferson, który na swojej posiadłości w 1784 roku rowem sondażowym przeciął kurhan, co pozwoliło mu na odnotowanie warstw, odpowiadających różnym okresom dziejowym.

### XIX wiek
Pod wpływem badań geologicznych Jamesa Huttona (stratyfikacja warstw skalnych) i Charlesa Lyella (aktualizm geologiczny) archeologia na początku XIX wieku zaczęła się przekształcać w samodzielną dyscyplinę naukową. W 1836 roku Christian Jürgensen Thomsen – na podstawie analizy stylu znalezisk zgromadzonych w Muzeum Narodowym w Kopenhadze oraz kontekstu, w którym zostały odkryte (np. przedmioty pochodziły z jednego grobu lub skarbu) – wyróżnił trzy epoki:
1. Epokę kamienia
2. Epokę brązu
3. Epokę żelaza

Prawie trzy dekady później John Lubbock podzielił epokę kamienia na paleolit i neolit. Jens Jacob Asmussen Worsaae w połowie XIX wieku korzystał z doświadczenia i pomocy biologów i geologów, wprowadzając tym samym do archeologii interdyscyplinarność badań naukowych.

## Archeologia w Polsce
Pierwsze polskie muzeum archeologiczne powstało w połowie XIX w. w Krakowie (przy Akademii Umiejętności), a pierwsza katedra archeologii na Uniwersytecie Jagiellońskim w 1866, kierował nią Józef Łepkowski.
Pierwszą służbą ochrony zabytków po odzyskaniu niepodległości było powołane w 1918 Państwowe Grono Konserwatorów Zabytków Archeologicznych. W 1928 rozporządzeniem Prezydenta Rzeczypospolitej utworzono Państwowe Muzeum Archeologiczne w Warszawie. W okresie międzywojennym istotną rolę w rozwoju polskiej archeologii odegrały wykopaliska w Biskupinie.
Jedną z najważniejszych postaci polskiej archeologii był Kazimierz Michałowski, którego badania i prace wykopaliskowe sprawiły, iż polska szkoła archeologii zaczęła być rozpoznawalna na całym świecie.
Polskim czasopismem popularnonaukowym poświęconym archeologii i naukom pokrewnym jest kwartalnik „Archeologia Żywa”.
Lista polskich uniwersytetów prowadzących studia w kierunku „Archeologia”
- Uniwersytet im. Adama Mickiewicza
- Uniwersytet Gdański
- Uniwersytet Jagielloński
- Uniwersytet Kardynała Stefana Wyszyńskiego
- Uniwersytet Łódzki
- Uniwersytet Marii Curie-Skłodowskiej
- Uniwersytet Mikołaja Kopernika
- Uniwersytet Rzeszowski
- Uniwersytet Szczeciński
- Uniwersytet Warszawski
- Uniwersytet Wrocławski

### Przepisy
Zgodnie z ustawą z 23 lipca 2003 r. o ochronie zabytków i opiece nad zabytkami prowadzenie badań archeologicznych wymaga pozwolenia wojewódzkiego konserwatora zabytków (art. 36). Za prowadzenie ich bez pozwolenia albo wbrew jego warunkom grozi kara grzywny (art. 117). Znalezienie przedmiotu, co do którego istnieje przypuszczenie, iż jest on zabytkiem archeologicznym, zobowiązuje znalazcę do zabezpieczenia przedmiotu i oznakowania miejsca znalezienia oraz bezzwłocznego powiadomienia właściwego wojewódzkiego konserwatora zabytków, w ostateczności miejscowego przedstawiciela administracji (wójta lub burmistrza) który powiadamia konserwatora (art. 32n). Zlekceważenie tej powinności zagrożone jest karą grzywny i ewentualnie nawiązki do wysokości dwudziestokrotnego minimalnego wynagrodzenia na wskazany cel społeczny związany z opieką nad zabytkami (art. 115n).
Znalezisko stanowiące zabytek archeologiczny przechodzi na własność Skarbu Państwa (art. 35). Odkrywcy (z wyjątkiem zajmujących się zawodowo badaniami archeologicznymi lub zatrudnionych w grupach zorganizowanych w celu prowadzenia takich badań) przysługuje nagroda (art. 34).